# Mercado de Abasto, Buenos Aires
Mercado de Abasto proveedor de Buenos Aires  je bil tržnica dobaviteljev sadja in zelenjave na naslovu Avenida Corrientes 3.247 (med Agüero in T. M. Anchoreno) v glavnem mestu Argentinske republike. Po prenehanju obratovanja leta 1984 je bila stavba leta neizkoriščena, dokler ni bila leta 1998 preurejena v nakupovalni center Abasto de Buenos Aires. Zaradi bližine mesta je ena izmed izjemnih stavb v zgodovini mesta Buenos Aires. zaradi bližine mestnega središča, njegove strukturne drznosti in tudi zato, ker je prva stavba, zgrajena z armiranim betonom.

## Zgodovina
Konec 19. stoletja je imelo mesto Buenos Aires pomembno rast zaradi selitvenih tokov, ki so prihajali iz različnih evropskih držav. Zaradi demografskega povečanja in rušenja Mercado Modelo, ki je bil pred Plaza Lorea (zaradi odprtja Avenide de Mayo), sta brata Devoto 16. avgusta 1888 zahtevala gradnjo, na zemljišču, pridobljenem leta 1875 v soseski Balvanera, za tržnico. Intendancija je predlog sprejela 29. novembra 1888 in ga predložila posvetovalnemu svetu, da bo o njem razpravljal.
Svet je predlog potrdil in 8. januarja 1889 izdal odlok, ki dovoljuje gradnjo Mercado Central de Abasto »na zemljišču v ulicah Corrientes, Gral. Lavalle, Anchorena in Laprida, katerih površina obsega 25 tisoč kvadratnih metrov«. Občina je dodelila tudi vlogo trga, ki dovoljuje veleprodajo sadja, zelenjave in drugih živil, vendar izrecno prepoveduje prodajo mesa.
Stare stojnice Mercado Modelo so se odločile združiti moči in leta 1889 ustanovile dobavitelja Sociedad Anónima Mercado de Abasto. To društvo je od bratov Devoto odkupilo zemljo in koncesijo za gradnjo Mercado de Abasto in ko je leta 1890 župan Francisco Seeber odobril prenos, se je gradnja začela. Prvi del, odprt 1. aprila 1893, je imel površino 1300 m², bil je blizu železnice in na polovici poti med La Boco in Olivosom, dvema območjema, ki sta proizvajala sadje in zelenjavo.
Leta 1903 sta bila odprta hladilnica in tovarna ledu, kar je občina zahtevala po higienskem modelu, ki se je takrat pojavil v mestu. Ko se je povečalo število prebivalstva in s tem tudi potrošnja, je bilo treba zgraditi hodnik med ulicama Guardia Vieja, Lavalle, Gallo in Agüero za shranjevanje avtomobilov in konj. Leta 1928 je bil odprt prizidek za prodajo na drobno, ki je bil zgrajen med ulicama Guardia Vieja, Lavalle, Gallo in Sánchez de Bustamante.
12. junija 1933 je bila pod Linijo B podzemne železnice odprta podzemna povezava, da so tovorni vagoni osrednje železnice v Buenos Airesu prišli do njenega podzemlja.

## Stavba Viktorja Sulčiča
Obstoječe povpraševanje v mestu je spet zahtevalo gradnjo novih tržnic in razširitev obstoječih, zato je bilo odločeno, da se v bloku, kjer je delovala stara, zgradi nova tržnica. Novo tržnico je zasnoval slovenski arhitekt Viktor Sulčič. Če je stare zgradbe navdihnil Les Halles v Parizu, je bilo Sulčičevo oblikovanje velike zgradbe zelo izvirno art déco z odtenki brutalizma . Projekt in vodenje gradnje je prevzel studio Delpini-Sulćić-Bes, ki mu je pripadal. Gradnjo je izvedlo gradbeno podjetje Arienti y Maisterra, ki bi v Buenos Airesu zgradilo več simboličnih stavb. 28. decembra 1931 je bil položen temeljni kamen in odprt 24. marca 1934 s površino 44.000 m², dostopom za vlake in podzemno parkirišče.
Območje je oživljeno in vključuje tržne dejavnosti z razvedrilom (gledališče, igre s kartami, žogami) in gastronomijo soseske.
Leta 1939 se je funkcija tržnice razširila, saj je bila dovoljena prodaja mesa in rib.
27. novembra 1952 se je v podtalju začel požar, ki je trajal več dni. Za zaščito stavbe je José Luis Delpini obnovil poškodovane dele in okrepil njeno strukturo. Ugotovljeno je bilo, da je predor, ki je vodil do linije B podzemne železnice, razpihoval plamen (učinek dimnika ), zato je bil prehod zaprt med tiri podzemne železnice in klet stavbe s pomočjo zidanega zidu.
Leta 1955 je bil na trgu posnet film Mercado de Abasto, v katerem sta igrala Pepe Arias in Tita Merello.
9. septembra 1971 je nacionalna vlada razglasila zakon za spodbujanje ustanavljanja trgov na debelo s pokvarljivimi proizvodi, ki vzpostavlja ustanovitev enotnega centralnega trga z monopolom na debelo za trženje osnovnih živil za zvezno prestolnico in 25 strank iz Velikega Buenos Airesa. Na podlagi tega je občina sprejela Odlok 37282, ki je določal, da bi moralo s 1. decembrom 1982 prenehati opravljati dejavnosti sedem veletržnic, ki so delovale v občinski pristojnosti, vključno z Mercado de Abasto.
Leta 1984 je bil že ustanovljen Mercado Central de Buenos Aires, zato je bilo 14. oktobra istega leta ukazano zaprtje Mercado de Abasto, njegovo delovanje je bilo preneseno v kompleks v mestu Tapiales, stavbo pa zaprli.
Po zaprtju je soseska izgubila del vitalnosti, ki je bila lastna od konca dvajsetega stoletja. Več družin je ostalo brez dela, saj se je velik del območja Abasto vrtel okoli tržnice. Po drugi strani pa so prostori, ki so po zaprtju ostali prazni (hiše, stara skladišča), postopoma zasedali priljubljeni sektorji.
Ker se je Mercado de Abasto zaprl šest let pred iztekom 100-letne koncesije, je družba uspela doseči, da je občina spremenila predpise, s katerimi bi lahko zgradila stanovanjske stolpe in supermarket na okoliškem zemljišču. Kasneje je društvo SAMAP vse svoje premoženje prodalo zadrugi El Hogar Obrero.

## Arhitektura
V 1930-ih so tipologija ločevanja in nove tehnologije postavile drugačen cilj od tradicije 19. stoletja.
Nov promet vozil, hitro povpraševanje po nakladanju in razkladanju, večja količina blaga v skladišču, potrebe po nadzoru in higieni, ki so zahtevale ogromno kroženje zraka iz obnovljivih virov in vključitev hladilnic, je ustvarilo velike prilagodljive enote.
Stavba je nadaljevala proces modernizacije, s katerim se je mesto takrat soočalo s svojo armiranobetonsko konstrukcijo, tekočimi stopnicami, dvigali in neskončnimi trakovi.
Beton je skupaj z železom in steklom prevzel vodilno vlogo v kombinaciji s klasičnimi in historističnimi slogi, ki so problematizirali razmerje med arhitekturo in inženirstvom.
Projekt je bil organiziran v 4 velikih odprtih nadstropjih, ki so bila razdeljena na 5 ladij, od katerih je bil osrednji tisti, ki je bil najbolj poudarjen in se je dvignil v višino nad ostalimi in bil daljši in širši. Osrednja ladja izstopa tudi kot središče osi simetrije celotne stavbe, poleg tega pa je glavni dostop do nje.
Skupna površina tržnice je bila 58.000 kvadratnih metrov.
Kar zadeva funkcije, je imela tržnica jasno organiziranost, ki je bila razdeljena na 4 nadstropja stavbe. V zgornjem nadstropju in pritličju so bile veletrgovine in prodajalne, v prvi in drugi kleti pa sta bili prodajni mesni sektor in skladišče.
Takrat postavljene higienske zahteve so bile za arhitekte prednostna naloga, zato so imeli vsi prodajni prostori v zgornjem nadstropju železne okvirje, prevlečene z jeklom, ki so zagotavljali čistočo prostorov. Toda najpomembnejši so bili elektromagnetni sistemi, nameščeni v okna fasade, ki so omogočali regulacijo prezračevanja po volji, in odvodni sistemi, ki so ves čas omogočali obnovo zraka.
Poleg tega, da so arhitekti mislili na funkcionalnost, so želeli prostor polepšati z najbolj inovativnim tisti hip, to je bil strop, ki je bil narejen s polaganjem stekla na armiranobetonsko ohišje in tako oblikovali oboke, ki so omogočali enakomerno vstop svetlobe skozi celotno stavbo.

## Nakupovalno središče Abasto
Artículo principal: Abasto de Buenos Aires
Leta 1985 je posvetovalni svet razglasil nekdanjo tržnico za kulturno dediščino in s tem preprečil njeno rušenje.
Leta 1987 je El Hogar Obrero začel z gradnjo nakupovalnega središča v novi stavbi in kulturnega centra v stari. Konec leta 1989 je to podjetje zaradi hiperinflacije tistega leta zašlo v finančne težave. To je poslabšalo krizo v soseski, ki je bila na pol opuščena, potem ko je bila pomembna trgovska točka mesta. Težave so se poslabšale, dokler leta 1993 SAMAP ni prodal svojih delnic, kupcev pa ni bilo. Po več prizadevanjih je leta 1995 te delnice kupilo podjetje Inversiones y Representaciones Sociedad Anónima (IRSA).
Po prenovi, ki je vključevala rušenje Stare tržnice (stal je le obodni zid), je bila stavba, v kateri je bil prej Mercado de Abasto, leta 1998 preurejena v Abasto Shopping, eno najpomembnejših nakupovalnih središč v Argentini, v katerem so večinoma trgovine z oblačili, multipleks kino, jedilnica in suhi trg. V sklopu hotela sta restavracija s hitro prehrano Kosher in otroško igrišče. Povezava s podzemno postajo Carlos Gardel je bila sanirana, tako da je marsikomu omogočen enostaven dostop tudi v deževnih dneh
Leta 1999 sta bila odprta ulica za pešce Carlos Gardel in prvi stolp. Naslednje leto se je hipermarket pred trgovskim kompleksom odprl za javnost.